# Theodor Hinrich Elmenhorst
Theodor Hinrich Elmenhorst (* 7. Februar 1801 in Altona; † 14. April 1876 in Altona) war ein deutsch-englischer Kaufmann und Partenreeder.

## Leben
Theodor Hinrich Elmenhorst entstammte der alten Altonaer Kaufmannsfamilie Elmenhorst. Als zweitgeborener Sohn und zweites von vier Kindern von Peter Daniel Elmenhorst und Maria Elisabeth Donner (1776–1857), die aus der Familie des Altonaer Bankiers Conrad Hinrich Donner stammte, in Altona geboren, ging Elmenhorst nach Abschluss seiner kaufmännischen Lehre nach London. Dort gründete er 1825 seine eigene Firma und nahm 1847 auch die englische Staatsbürgerschaft an. 
Im April 1829 heiratete Elmenhorst Constanze Heyne (1806–1881) in Altona. Aus der Ehe gingen neun Kinder hervor, die teils in London, teils in Altona geboren wurden. Mit seinen neun Kindern begründete er die vier bis heute existierenden Familienstämme, den Theodor Hinrichschen Ast (nach Theodor Hinrich Elmenhorst, 1838–1883), den Walterschen Ast (nach Walter Richard Elmenhorst, 1839–1894), den Percivalschen Ast (nach John Percival Elmenhorst, 1841–1913) und den Friedrichschen Ast (nach Friedrich Wilhelm Elmenhorst, 1847–1908). Der männliche Erstgeborene jedes Stammes trägt bis heute den jeweiligen Namen als einen seiner Vornamen. Der Geburtsname seiner Mutter Maria Elisabeth Donner wurde wie bei Hamburger Großbürgern häufiger anzutreffen dem erstgeborenen Sohn Otto Donner Elmenhorst (1831–1877) als zweiter Vorname gegeben. 
Um 1842 kehrte Elmenhorst nach Altona zurück, um die Geschäftsanteile seiner Mutter an der Firma Elmenhorst Gebrüder zu übernehmen, die diese nach dem Tod von seinem Vater 1816 gemeinsam mit seinem Bruder Johann Christian Elmenhorst (1797–1834) und seinem Schwager Friedrich Diedrich Warnholtz (1801–1868) fortgeführt hatte. Seinen Wohnsitz nahm Theodor Hinrich Elmenhorst an der repräsentativen Altonaer Palmaille im Haus Nr. 31. Nach seinem Tod wurde die Firma Elmenhorst Gebrüder als eines der ältesten Handelshäuser Altonas liquidiert.